# Tragedy of the Dress Suit
Tragedy of the Dress Suit è un cortometraggio muto del 1912 diretto e interpretato da Mack Sennett con Mabel Normand.

## Produzione
Il film, prodotto dalla Biograph Company, fu girato a New York nel giugno 1912.

## Distribuzione
Distribuito dalla General Film Company, uscì nelle sale USA il 15 agosto 1912 programmato insieme a un altro cortometraggio, An Interrupted Elopement in split reel. La pellicola è stata conservata e riversata in video e DVD, distribuita dalla Grapevine.